# What's Your Name?
What's Your Name? es una canción del grupo inglés de música electrónica Depeche Mode compuesta por Vince Clarke, publicada en el álbum Speak & Spell de 1981.

## Descripción
Si casi todo el disco Speak & Spell se distingue por lo juvenil de su sonido, el tema What's Your Name? raya en lo infantil, con su inocente letra y su sintético ritmo. Esencialmente es parecida incluso al exitoso e infalible éxito Just Can't Get Enough al presentar una lírica desenfadada, festivo por la simple alegría que da la juventud al ritmo artificial de los sintetizadores, conducido por la percusión de la caja de ritmos.
Es una función de duración muy corta, y tiene más la forma de un lado B por lo básico de su planteamiento rayano en lo efectista, de hecho los lados B Ice Machine y Shout! se antojan más sólidos para comercialización, y es probable que su inclusión como pista del álbum haya obedecido más a los propios gustos de Vince Clarke por sus temas más ligeros.
Es un tema cándido sobre el entusiasmo de conocer a alguien bueno, la excitación del momento, una dedicatoria a quien sea un “buen muchacho”, hecho con una base electrónica destinada a las pistas de baile, plenamente inscrito en los estándares del synth pop, acaso por ello su único defecto vendría siendo su escasa duración de menos de tres minutos.
Como algunos otros de los temas de Clarke para el grupo, no marcó mayormente el sonido posterior de DM, mucho menos en comparación con ejercicios sintéticos llenos de dramatismo y oscuridad como lo fueran To Have and to Hold de 1987, Black Celebration de 1986 o Clean de 1990, ni siquiera por la base sintética con que está hecho, la cual es muy simplista en oposición a temas bailables de DM más conocidos como World in My Eyes también de 1990.
Eso sí, como otros temas del álbum debut de DM, en los coros participan los cuatro integrantes, lo cual curiosamente tampoco sería un recurso muy regularmente empleado por la banda ulteriormente a la salida de Clarke.

## En directo
La canción se interpretó durante la correspondiente gira del álbum, el ahora conocido simplemente como 1981 Tour, aún con Clarke encabezando el grupo, y luego en el See You Tour con  Alan Wilder  reemplazando a Clarke y tras de la cual no volvió a ser incorporada en presentaciones en directo de DM.
- Datos: Q6167047